# Calliopsis laeta
Calliopsis laeta är en biart som först beskrevs av Joseph Vachal 1909.  Calliopsis laeta ingår i släktet Calliopsis och familjen grävbin. Inga underarter finns listade.